# Công viên Hữu nghị Hungary-Thổ Nhĩ Kỳ
Công viên hữu nghị Hungary-Thổ Nhĩ Kỳ (tiếng Hungary: Magyar-Török Barátság Park, tiếng Thổ Nhĩ Kỳ: Macar-Türk Dostluk Parkı) là công viên công cộng ở Csertő, vùng tây nam Hungary. Công viên được xây dựng để tưởng niệm Trận đánh Szigetvár diễn ra vào năm 1566 giữa Đế chế Ottoman và những người bảo vệ Lâu đài Szigetvár.
Công viên được mở cửa vào năm 1994, do các quan chức Hungary và Thổ Nhĩ Kỳ hợp tác thành lập.

## Nguồn gốc

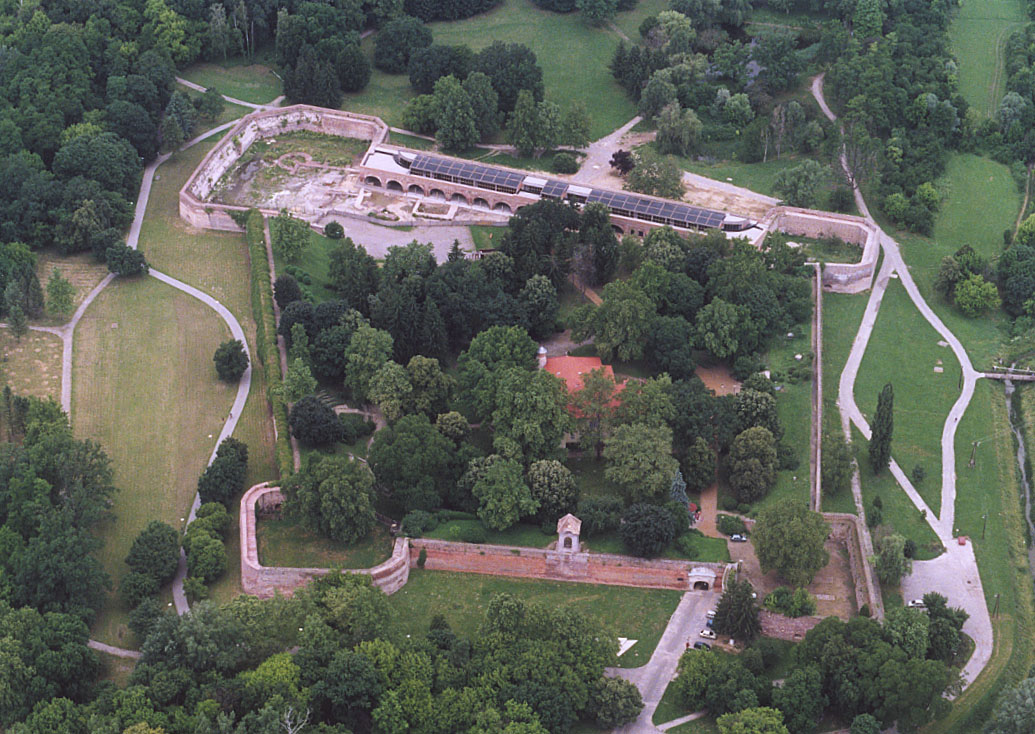
Lâu đài Szigetvár

## Công viên hữu nghị

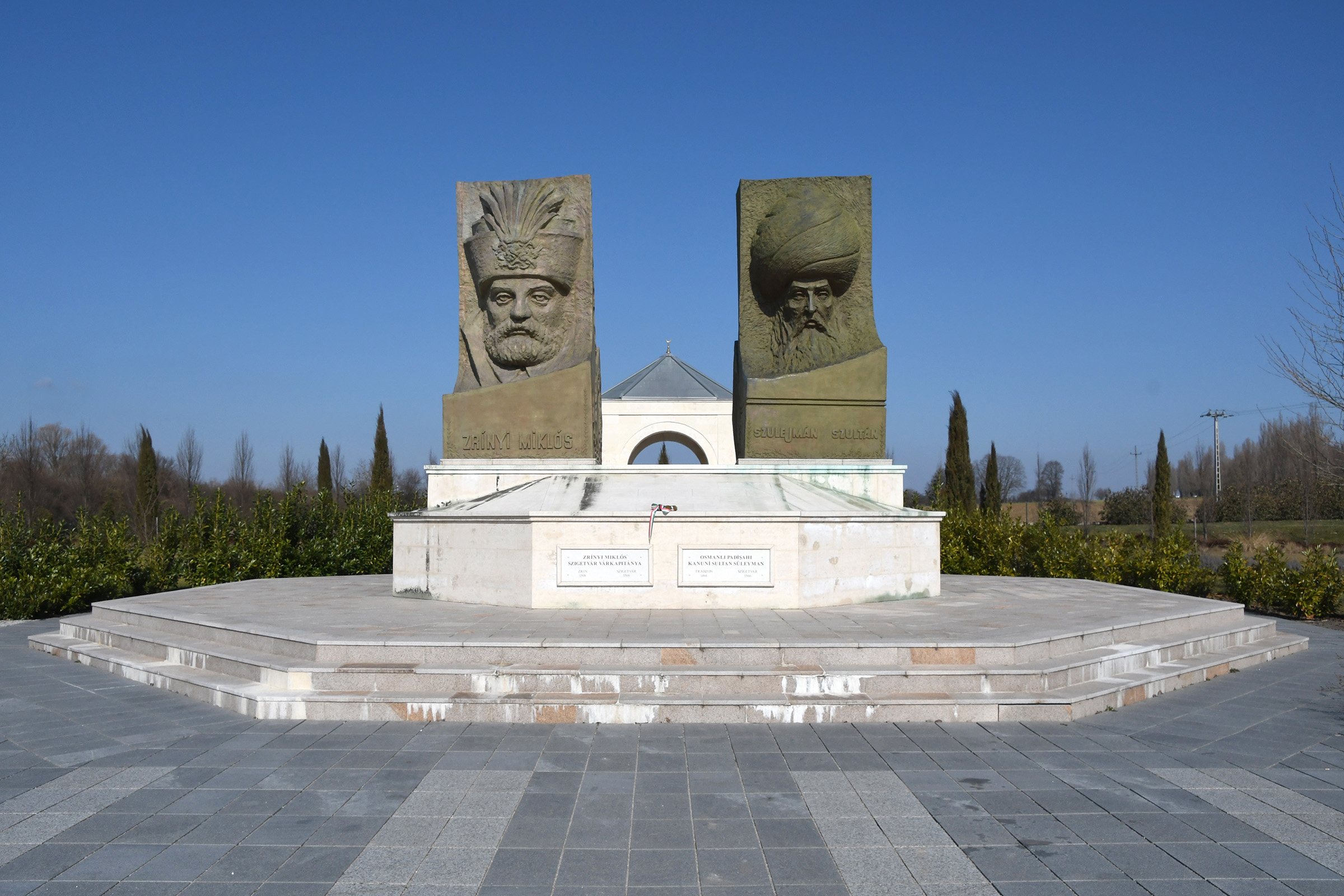
Tác phẩm điêu khắc đầu của Nikola IV Zrinski (trái) và Sultan Suleiman (phải) với ngôi mộ biểu tượng được nhìn thấy ở hậu cảnh tại Công viên Hữu nghị Thổ Nhĩ Kỳ Hungary, Csertő